# Miodusy-Perki
Miodusy-Perki – część wsi Miodusy Wielkie w woj. podlaskim, w pow. wysokomazowieckim, w gminie Wysokie Mazowieckie.
W roku 1921 jako osobna wieś liczyła 5 domów i 39 mieszkańców (18 mężczyzn i 21 kobiet).

## Osoby związane z miejscowością
- Władysław Biały (1882–1940), ksiądz katolicki